# 姜黄色素

姜黄素

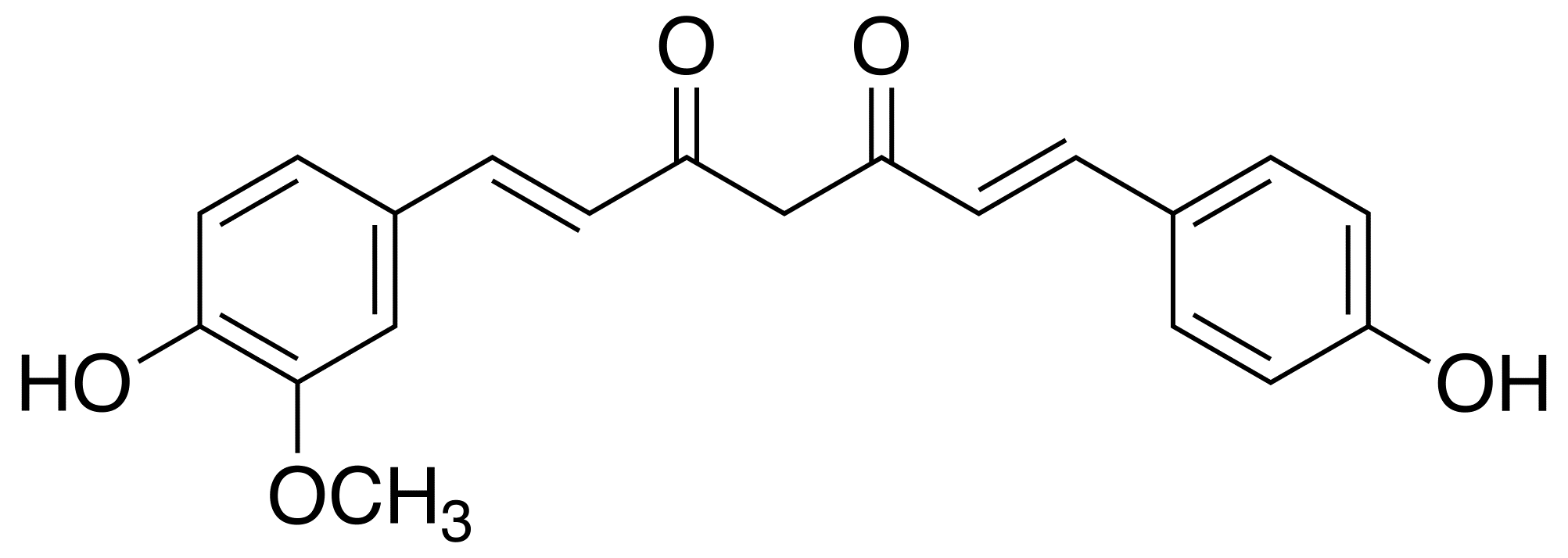
去甲氧基姜黄素

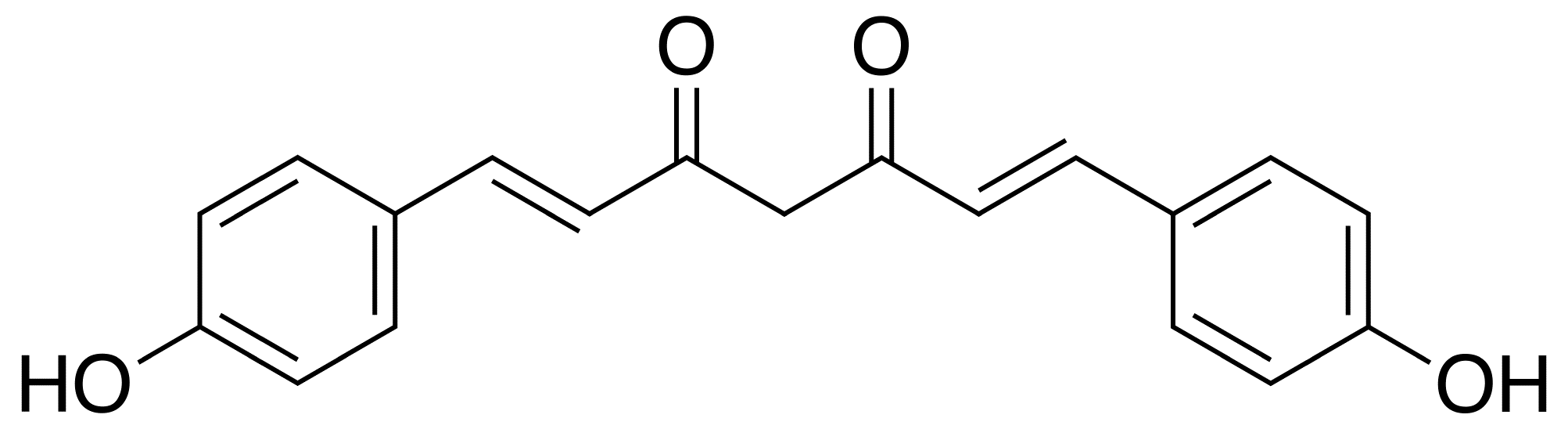
双去甲氧基姜黄素

姜黄色素（英語：Curcuminoid）也称为姜黄素衍生物、类姜黄素，是一类带有二芳基庚烷的骨架结构的酚类化合物，其中姜黄素是安全性很高的天然化合物，大量用于食品